# Partido Socialista de Timor

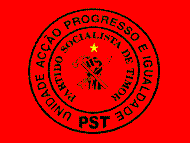
Antiga bandeira

Partido Socialista de Timor é um partido político de Timor-Leste, cuja sigla é PST.

## História
O PST é um partido dissidente da Fretilin. Foi criado em 1990 na cidade de Jacarta, na Indonésia e se espalhou para outras cidades da Indonésia.

## Ideologia Política
O partido se baseia em princípios marxistas-leninistas e pretende construir uma sociedade sem classes e uma sociedade onde o Timor Leste é liberto de qualquer forma de colonização, imperialismo paternalista e exploração.
O partido luta contra o sistema de divisão e separação do poder político do país, a favor da descentralização do poder estatal em relação as agências estatais a nível distrital ou municipal, a favor da divisão das regiões administrativas do estado em províncias, distritos, aldeias, e luta pelo direito dos trabalhadores e camponeses a ocupar o poder no parlamento nacional e no governo estadual.